# Врублевская, Ханна
Ха́нна Камила Врубле́вская (пол. Hanna Kamila Wróblewska; род. 5 июня 1968, Ольштын) — польский искусствовед, музейный и государственный деятель. Министр культуры и национального наследия Польши с 13 мая 2024 года. В прошлом — директор Национальной художественной галереи «Захента» (2010—2021).

## Биография
Родилась 5 июня 1968 года в Ольштыне. 
Выросла в Ольштыне. Её мать была искусствоведом, занималась античным искусством в Музее Вармии и Мазур. Поэтому детство Ханны прошло, в том числе, в старинных интерьерах готического замка Варминьского капитула, в котором располагается музей.
В 1986 году окончила 1-ю общеобразовательную школу (лицей) имени Адама Мицкевича в Ольштыне.
Окончила факультет истории искусств в Варшавском университете.
В 1989 году, на 4-м курсе университета стала работать в Национальной художественной галереи «Захента», сначала гидом на выставке «Польские евреи» (Żydzi polscy, 15 декабря 1989 — 11 февраля 1990), куратором которой был историк Марек Розтворовский, затем сотрудником образовательного отдела. Работала сотрудником галереи 20 лет. В 1999 году Врублевская была куратором отмеченной наградой жюри видеоинсталляции Катажины Козыри Men's Bathhouse в польском павильоне 48-й биеннале современного искусства в Венеции. Параллельно с этим она была членом программного совета Центра Науки Коперник и Музея искусств в Лодзи.
1 декабря 2010 года назначена директором галереи и работала на этом посту 11 лет. Одновременно в 2011—2021 годах она занимала должность куратора польского павильона на Венецианской биеннале. В 2021 году истёк срок её полномочий на посту директора галереи, и министр культуры Пётр Глинский его не продлил, хотя письмо с просьбой не увольнять Врублевскую подписали более тысячи польских общественных деятелей.
В 2022 году заняла должность заместителя директора по научной и выставочной деятельности в будущем Музее Варшавского гетто. Его открытие запланировано на третий квартал 2025 года.
С декабря 2023 года работала директором департамента государственных учреждений культуры Министерства культуры и национального наследия.
В мае 2024 года министр культуры Бартоломей Сенкевич подал в отставку со своего поста, чтобы принять участие в выборах в Европейский парламент. 13 мая Ханна Врублевская была назначена министром культуры и национального наследия Польши в коалиционном правительстве под председательством Дональда Туска («Гражданская платформа»).

## Награды
В 1999 году была удостоена Премии искусствоведов имени Ежи Стаюды.